# Montesa Honda
|  | Aquest article tracta sobre la filial d'Honda. Si cerqueu informació sobre la històrica empresa catalana, vegeu «Montesa (motocicleta)». |

Montesa Honda és una empresa subsidiària del grup Honda (multinacional amb seu al Japó capdavantera internacional en el sector de l'automoció). L'empresa fou fundada el 1986 com a Montesa Honda, S.A. fruit de la unió de Motocicletas Montesa, S.A. i d'Honda Motor Co Ltd, amb la finalitat de dedicar-se a la importació, fabricació i distribució de motocicletes. Després d'iniciar les seves activitats a la històrica fàbrica de Montesa a Esplugues de Llobregat, l'any 2000 es traslladà a unes instal·lacions de nova construcció a Santa Perpètua de Mogoda, Vallès Occidental, on segueix en l'actualitat.
D'ençà de la seva fundació i fins al 31 de març de 2010, Montesa Honda estigué especialitzada en la fabricació de motocicletes d'entre 125 i 1000 cc (fabricant-ne sobretot de gran cilindrada), així com del reeixit model de trial Cota. L'endemà d'aquella data, degut a la reestructuració d'Honda a nivell global, l'empresa abandonà la fabricació quasi totalment (només manté en producció la Cota) i passà a dedicar-se a activitats menors fins que el 2013 inaugurà un important centre logístic a les seves instal·lacions, des del qual abasteix els mercats espanyol, portuguès i francès.
Paral·lelament a les seves activitats productives, Montesa Honda imparteix formació sobre seguretat en la conducció a l'HIS (Honda Instituto de Seguridad) en unes instal·lacions inaugurades el setembre de 2009 dins del mateix recinte de Santa Perpètua.

## Característiques

### Situació i estructura
Montesa Honda ocupa una superfície total de prop de 100.000 m², 17.000 dels quals construïts, al polígon industrial "La Torre del Rector" de Santa Perpètua de Mogoda (concretament, al número 1 del carrer del Mar del Nord), situat al costat de l'autopista AP-7 i limitant amb la riera de Caldes i amb el paratge natural protegit de Gallecs. S'hi pot accedir amb transport públic per mitjà dels autobusos de l'empresa Sagalés.
El polígon s'ubica en una zona industrial amb una història que data de fa dècades: el 1971, el Ministerio de la Vivienda va expropiar una àmplia zona rural de 1.500 ha repartida entre set municipis del Vallès Occidental i Oriental (entre els quals Mollet del Vallès, Parets del Vallès i Santa Perpètua de Mogoda). Els terrenys expropiats van romandre inactius durant prop de dos decennis fins que amb la recuperació de la Generalitat de Catalunya varen passar a mans de l'INCASOL. Cap a la fi de la dècada de 1980 es desenvolupa el polígon de la Torre del Rector, fora de l'àmbit estricte de Gallecs però amb una important presència de l'INCASOL en l'estructura de propietat del terreny, amb parcel·les dimensionades per a poder acollir empreses de grandària significativa, l'exemple paradigmàtic de les quals és la seu de Montesa-Honda.
A banda de les instal·lacions destinades a activitats purament productives, la seu de l'empresa a Santa Perpètua allotja dues entitats diferenciades: l'HIS i l'equip de competició Montesa-HRC-Repsol.

#### HIS
L'HIS (Honda Instituto de Seguridad) ocupa 20.000 m² de circuits i instal·lacions dissenyades exclusivament per a la formació de motoristes. Es tracta d'unes modernes instal·lacions úniques a Europa, dissenyades per a albergar fins a 15.000 participants l'any, on s'imparteixen cursos per a tots els nivells i per a tots els tipus de moto. A banda, l'HIS proporciona formació gratuïta en matèria de seguretat viària als alumnes d'instituts d'ensenyament secundari, ja que Montesa Honda en subvenciona el 100% del cost de participació, inclòs el desplaçament d'anada i tornada a l'HIS.
Entre altres elements, les instal·lacions consten de:
- Pista asfaltada de 8.000 m² per a la pràctica de diferents tècniques de conducció
- Pista fora d'asfalt de 6.000 m² per a treballar tècniques de control avançades
- Pista lliscant per a exercicis de frenada amb sistema ABS
- Àrea destinada a la pràctica del trial[6]
- Aules per a sessions teòriques i conferències
- Aula per a simuladors de conducció
- Aula-taller

L'empresa invertí 4 milions d'euros en la construcció d'aquest centre, el primer que munta a Europa d'un total de 36 que té Honda arreu del món (concentrats sobretot a l'Àsia i Sud-amèrica). L'anomenada Honda Escola de Conducció és una entitat amb més de 17 anys d'experiència per la qual han passat més de 144.000 participants.

#### Montesa-HRC-Repsol

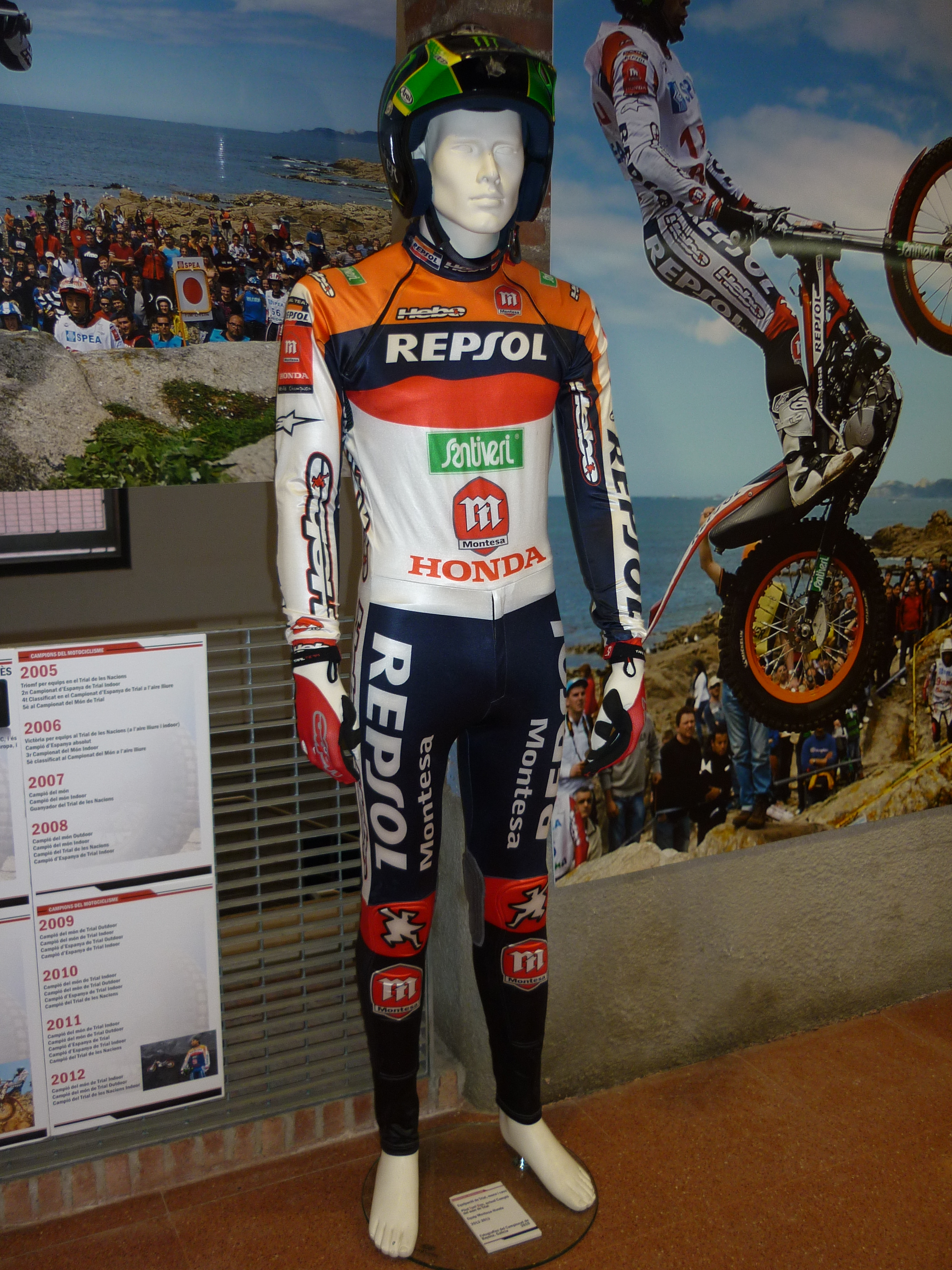
La indumentària oficial de l'equip Montesa-HRC-Repsol que portà Toni Bou durant el 2012

El recinte de Santa Perpètua és la seu també de l'equip oficial de trial Montesa-HRC-Repsol Team, guanyador de nombrosos campionats del món de trial outdoor, indoor i femení amb pilots com ara Dougie Lampkin, Toni Bou i Laia Sanz entre d'altres. El director esportiu n'és l'antic pilot de trial Miquel Cirera i els pilots que l'integren actualment són Toni Bou i Takahisa Fujinami, tots dos membres de l'equip des de fa anys.
L'equip ha mantingut la marca Montesa al seu nom oficial ("Montesa-HRC-Repsol" o "Repsol Montesa Honda" indistintament) fins al final de la temporada 2014 del mundial de trial indoor. Amb l'arrencada de la temporada 2014 del mundial outdoor, però, la marca ha canviat i a partir d'ara el nom oficial serà Repsol Honda Team, seguint la línia marcada per l'equip de MotoGP de la companyia, en vistes a homogeneïtzar la imatge i comunicació de l'equip Honda en alta competició. Així doncs, els logotips de Montesa han desaparegut de les motos oficials i s'han reduït als equipaments dels pilots, quedant-n'hi només dos de petits i testimonials.
Fins al 2012, l'equip ocupava unes instal·lacions situades entre l'antiga planta de producció i l'HIS, però amb motiu de la construcció del nou centre logístic a la mateixa la zona es traslladà al recinte que fins al moment ocupava la planta de producció.

### El Grup Honda a Catalunya
Montesa Honda pertany al grup Honda, un dels grups d'automoció més importants del món: és el primer fabricant de motocicletes i de motors a nivell mundial i un dels principals fabricants d'automòbils i productes de força (tallagespa, generadors, motocultors, etc.), amb un total de 378 companyies subsidiàries repartides arreu del món i al voltant de 187.000 empleats consolidats a data de 31 de març de 2012.
A banda de Montesa Honda, la casa matriu, Honda Motor Co. Ltd., manté la següent estructura empresarial a Catalunya:
- Honda Motor Europe Ltd. Sucursal en España: Subsidiària importadora i distribuïdora d'automòbils establerta el març de 1988. La seva seu social és al Prat de Llobregat, concretament al número 4 del carrer de la Selva (al "Business Park" de la urbanització Mas Blau).[10][11] La subsidiària d'automòbils es constituí primer com a Honda Automóviles España SA -en qualitat de filial de la divisió d'automòbils d'Honda Motor Co, Ltd-, començant l'activitat de distribució i venda d'automòbils, així com la posada en marxa dels serveis d'una àmplia xarxa de concessionaris oficials. Al febrer de 2013, Honda Automóviles España passa a formar part d'Honda Motor Europe Ltd, esdevenint-ne sucursal.[10]
- Greens Power Products S.L.: Empresa importadora i distribuïdora de productes diversos, inscrita al Registre Mercantil de Barcelona. Aquesta entitat disposa de dues branques diferenciades: 
  - HondaEnCasa:[12] comercialitza tota mena d'aparells de motor domèstics (màquines tallagespa, motobombes, generadors, llevaneus, etc.)
  - Honda Marine, comercialitza embarcacions i motors forabord.[13]

## Història

### Precedents: La crisi de Montesa
A final de la dècada de 1970, l'estat espanyol entrà en una forta crisi econòmica i el sector de la motocicleta es veia afectat, a més, per la competència creixent de les marques japoneses en els mercats exteriors. Les vagues i un mercat en retrocés varen provocar el tancament d'empreses catalanes històriques com ara Bultaco, OSSA i Mototrans o la seva absorció per multinacionals (fou el cas de Sanglas, absorbida per Yamaha).
Montesa s'anticipà i, abans de trobar-se en aquella situació, feu un esforç extraordinari per tal d'adquirir -fora de l'estat- una dotació d'equips i maquinària moderna per a poder millorar els seus productes segons les tecnologies més avançades. L'empresa va aconseguir préstecs bancaris per a dur a terme aquesta renovació industrial, necessària per a fabricar un producte millor amb costos més baixos que li permetés de competir en el mercat amb la indústria internacional, tècnicament més avançada. Aquestes noves tecnologies, juntament amb la baixada de les vendes per la crisi, implicaven una reducció de plantilla però les condicions sociopolítiques del moment no ho feien possible. Hi va haver importants vagues (el 1980 se n'organitzà una que mantingué l'empresa sense activitat durant tres mesos) i escassa protecció institucional en els moments clau.

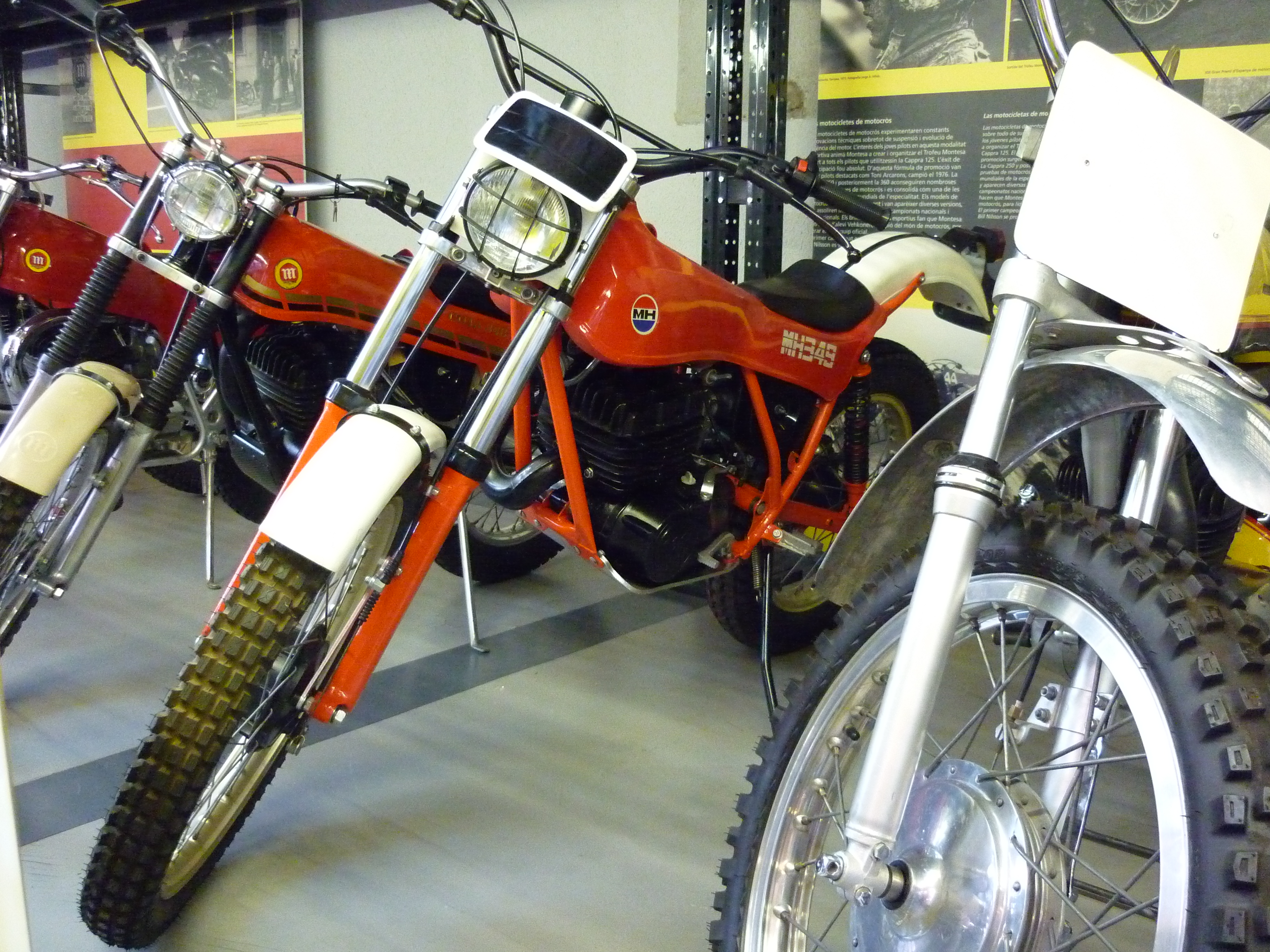
Una MH 349 de 1982 (la segona per la dreta)

Tot mirant de salvar la situació, el propietari de Montesa, Pere Permanyer, materialitzà un acord amb Honda el 1982 que originà la nova societat Montesa-Honda, SA. L'acord va permetre a Montesa seguir comercialitzant la Cota, ara amb el nom de "MH", i Honda va poder així acumular existències de motos de trial per a vendre-les per sota del seu cost de producció (dumping) en un esforç per a dominar el mercat europeu i per eludir-ne els restrictius aranzels d'importació.

#### 1983: L'arribada dels japonesos
Malgrat tot, la situació financera de Montesa s'anà fent cada cop més crítica, les inversions en models nous es varen haver de paralitzar i, finalment, al setembre del 1983 l'empresa presentà suspensió de pagaments. Un préstec del govern espanyol i la venda d'un important paquet d'accions a Honda (que n'esdevingué accionista majoritari), ajudaren a Montesa a tirar endavant. Una de les condicions del govern espanyol a l'hora d'autoritzar l'operació era que Honda garantís que la producció no s'aturaria, en uns moments en què Montesa produïa només dos models de trial i la força de treball s'havia reduït amb prou feines a 152 empleats. Feia anys que Honda volia establir una base industrial a Europa per a fabricar-hi motos específiques per al seu important mercat i gràcies a l'adquisició de Montesa varen poder començar a produir, a la seva fàbrica d'Esplugues de Llobregat, el model Honda MBX en una versió de 75 cc per al mercat espanyol.
Quan varen arribar a la fàbrica d'Esplugues els primers tècnics japonesos encarregats de la seva transformació, partiren de zero i seguiren a ulls clucs les instruccions de la central al Japó sense tenir en compte res del que estava en marxa. Fins i tot sistemes provats que donaven bon resultat els varen canviar per uns de nous que implicaven pèrdues de temps i més necessitat de personal. Com a anècdota, el moll de càrrega i descàrrega havia estat sempre al davant de la fàbrica, fet que facilitava les maniobres dels camions i furgonetes. Els japonesos, però, varen decidir situar-lo al darrere de la fàbrica i allí el van reconstruir, sense preveure que el terreny de davant era més baix que el de darrere i que l'amplada del carrer que hi menava era insuficient. Per a construir el moll allà varen haver d'aprofundir el terra tot i les recomanacions en contra dels antics tècnics de Montesa. Un cop acabades les obres, en arribar el primer tràiler es varen complir els pronòstics dels catalans: al primer revolt del recorregut el camió no va poder girar. En vistes de la situació, els directius japonesos varen donar instruccions de descarregar davant de la fàbrica i traslladar-ho tot, mitjançant petites plataformes empeses pels operaris catalans, fins al darrere de la fàbrica. Per acabar-ho d'adobar, el primer dia que va ploure es va inundar el nou moll de darrere de la fàbrica. Quan els directius japonesos varen comprovar l'abast de la situació varen decidir de comprar una bomba d'aigua manual per a buidar el moll. Després varen construir una caseta on l'hi guardaren des d'aleshores, tancada amb pany i clau, per a quan plogués.

### 1986: Absorció definitiva de Montesa
El juliol de 1985 es va dur a terme una important reorganització a la fàbrica d'Esplugues i Honda va reinvertir-hi molt de capital. L'acord signat amb Honda el 1982 es completà l'1 de juliol de 1986 amb l'absorció per part de l'empresa Montesa Honda, SA de les instal·lacions i els treballadors que restaven de Montesa. El capital social va quedar definitivament constituït amb un 88% pertanyent a Honda Motor i un 12% als socis catalans, fixant-se com a objectiu d'aquesta societat la producció, distribució i venda de motocicletes amb les marques Honda i Montesa. A partir d'aquell moment, els nous propietaris japonesos renovaren a fons la fàbrica de Montesa a Esplugues (operació en què invertiren uns 5 milions de dòlars), essent inaugurades oficialment les noves instal·lacions el 3 d'abril de 1987. Durant l'acte, al qual assistí del president d'Honda Motor, el senyor Kume, el president de la Generalitat de Catalunya Jordi Pujol pronuncià unes paraules emotives en record de Pere Permanyer, mort de forma inesperada pocs dies abans (concretament, el 20 de març de 1987 a 75 anys).

### Evolució del negoci
La nova empresa Montesa-Honda inicià la seva activitat amb la producció del model de carretera Honda MBX 75/50. Al març de 1987, poc després de la mort de Pere Permanyer, es presentà la popular Honda Scoopy. Malgrat tot, a la fi de la dècada l'empresa seguia fabricant encara força models amb denominació Montesa, com ara la Cota (304/125), l'Enduro (360H7 i 80) i la Impala 2. A poc a poc, però, tots els models Montesa varen anar desapareixent fins a quedar-ne només la Cota, un model que encara es fabrica i que malgrat mantenir la denominació històrica és un producte amb tecnologia totalment japonesa.

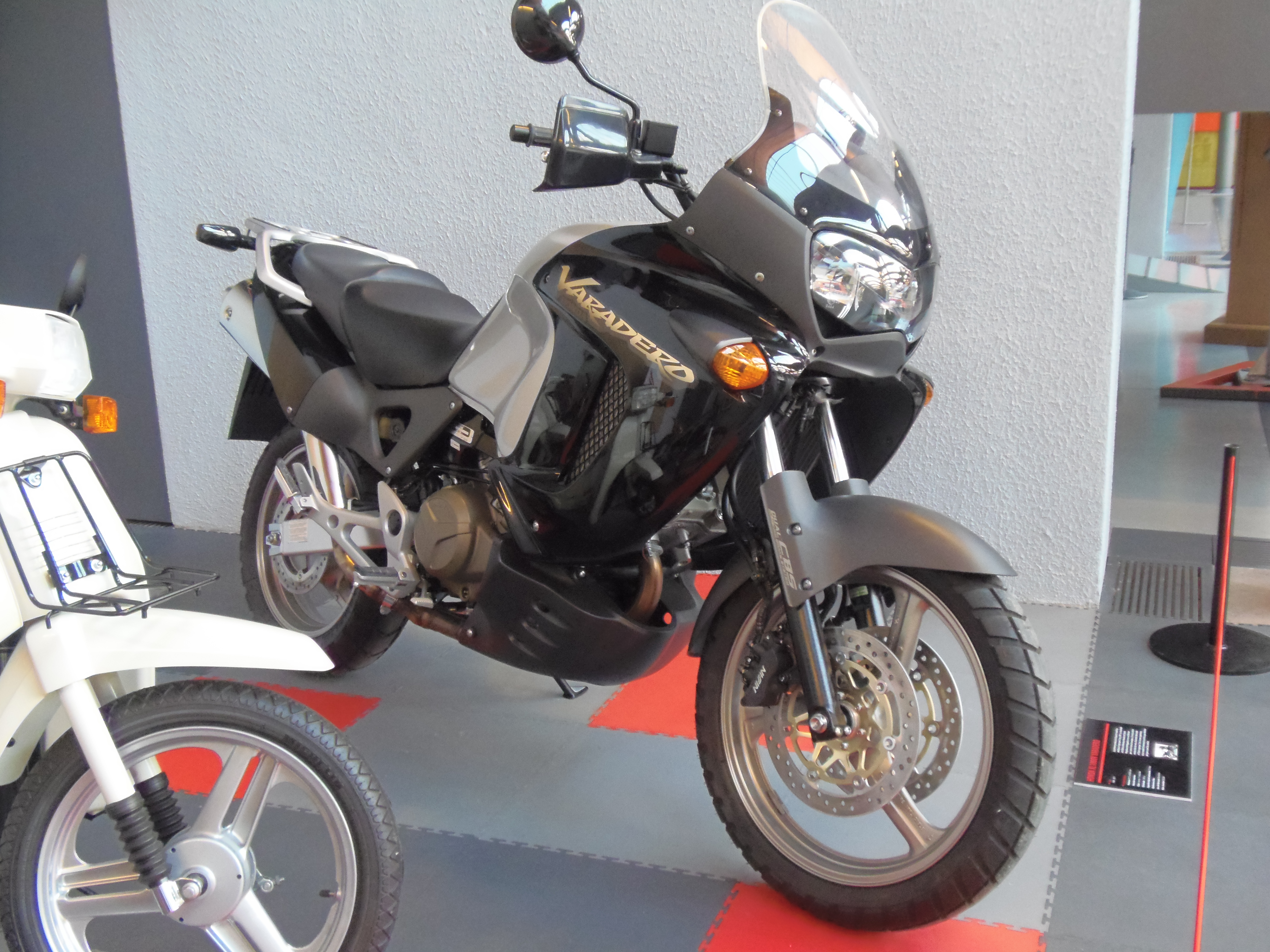
Una Honda XL 1000V de 1998

El 1998, Montesa-Honda tenia 380 treballadors en nòmina, exportava el 46% de la seva producció i facturava 33.400 milions de pts (uns 200,7 milions d'euros al canvi). La seva influència dins el sector del material de transport a Catalunya era important, ja que en generava el 36% de la facturació, el 20% de l'ocupació i el 43% de les exportacions.
Segons dades de l'Asociación Nacional Empresas Sector Dos Ruedas (ANESDOR), el 1998 es varen vendre 84.098 motocicletes de la marca Honda al mercat espanyol. Entre els mesos de gener i juliol de 1999, l'empresa vengué un 16,3% més d'unitats que durant el mateix període de 1998. Malgrat tot, la major part de la producció de l'empresa a Catalunya es destinava a l‘exportació. Només un 25% de les motos que es fabricaven a Esplugues de Llobregat es destinava al mercat estatal, mentre que la resta es venia a diversos països europeus. El model que tenia més èxit en aquells anys era el Deauville 650.
Pel que fa als resultats, el 1998 Montesa Honda va obtenir 876 milions de pts de beneficis (uns 5,3 milions d'euros) en termes absoluts, xifra que representava un augment del 363% sobre el resultat de l'any anterior.

### 2000: Trasllat a Santa Perpètua
A mitjan 1999 es va fer públic que l'empresa havia planejat traslladar-se a Santa Perpètua de Mogoda per tal d'esdevenir una de les principals seus de producció d'Honda a Europa. Fins al moment, l'empresa ja tenia la seu social i el magatzem central en aquella població, concretament al polígon industrial de Can Roca, que ocupaven 17.000 m² de superfície. A banda, disposava de prop de 70.000 m² addicionals per a la construcció de les noves instal·lacions dins el nou polígon de la Torre del Rector, on es traslladà finalment l'any 2000, un cop acabades les obres.
L'any 2005, l'empresa va produir un total de 45.600 unitats, un 23% més que l'any abans. El 80% de la producció es destinà al mercat europeu i la resta a l'espanyol.

### 2006: Ampliació d'instal·lacions

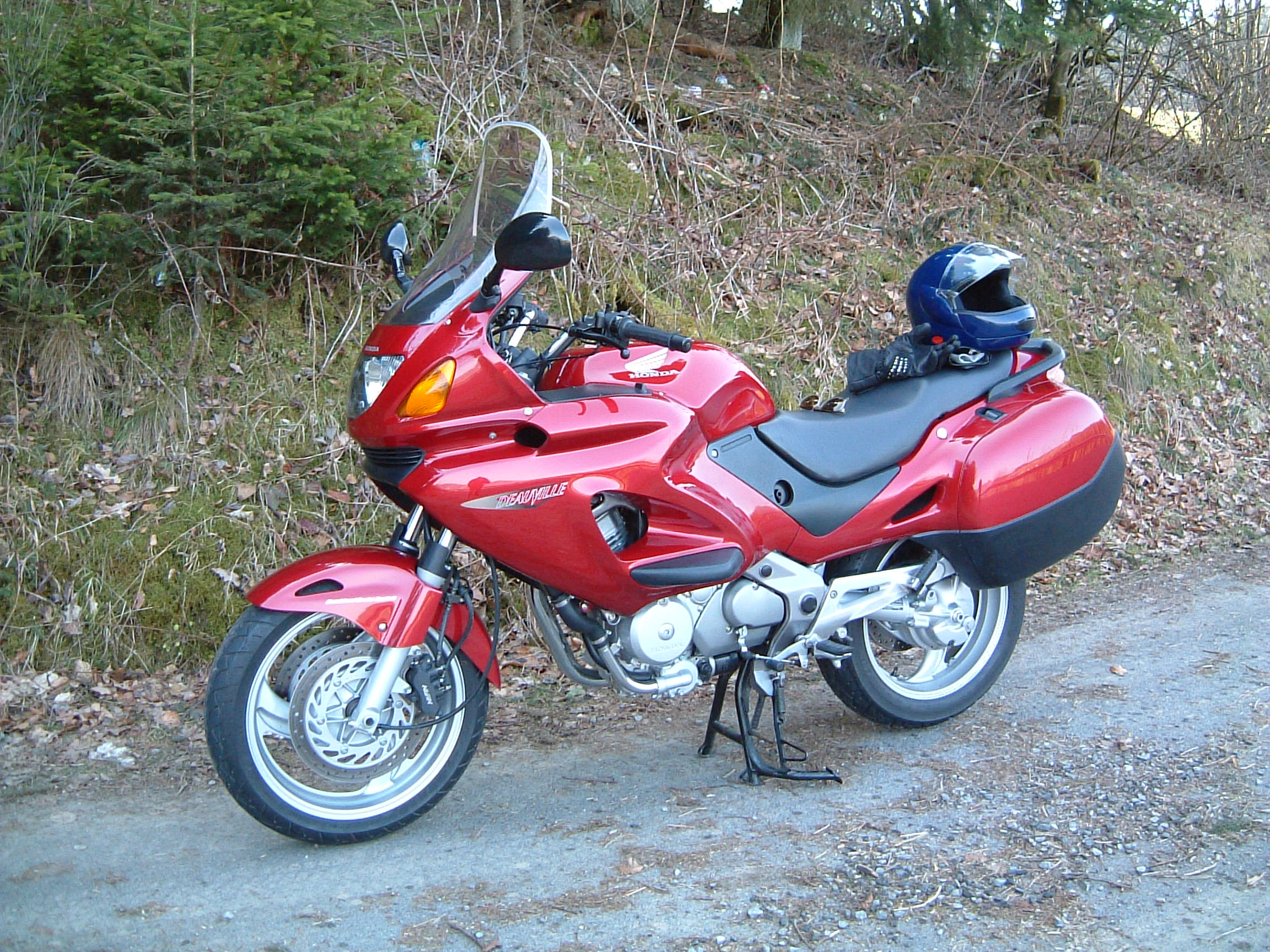
Una Honda Deauville del 2003

L'any 2006, l'empresa amplià les seves instal·lacions per a construir-hi una nova secció d'injecció de plàstics que proveís la seva línia de muntatge i poder deixar de dependre així de proveïdors externs. La nova secció ocupava una àrea de 1.000 m² i donava feina a un total de 10 persones. En aquells moments, Montesa Honda disposava d'una plantilla de 480 treballadors i les seves instal·lacions ocupaven més de 13.800 m², dels quals 9.400 m² pertanyien a la planta de producció, on es fabricaven un total de 7 models, la majoria d'ells de gran cilindrada.

## Cessament de la producció

### 2009: Anunci de l'ERO
El 15 d'octubre de 2009, Montesa Honda va comunicar al comitè d'empresa la seva intenció de presentar un expedient d'extinció d'ocupació (ERO) que afectaria a 180 persones -del total de 340 que hi treballaven aleshores- per tal d'endur-se part de la producció a Itàlia, a conseqüència de la crisi global i la baixada de vendes en el sector. Les previsions per a aquell exercici fiscal a Europa eren d'una caiguda de les vendes totals fins a les 205.000 unitats, mentre el 2008 se'n van vendre 276.000 i el 2007, 313.000 (pel que fa al mercat espanyol, la marca venia aleshores unes 50.000 unitats de la seva gamma completa, de la qual la producció de Santa Perpètua en suposava vora dos terços).
Poc després, s'anuncià que Honda deixaria de fabricar motocicletes a Catalunya al final de març de 2010, a conseqüència de la recessió europea. Degut a un procés de reestructuració empresarial, la fabricació de motocicletes es traslladaria a Itàlia (la qual, amb una capacitat de producció de 170.000 unitats anuals, esdevenia l'única de la companyia a Europa) i la fàbrica de Santa Perpètua de Mogoda (amb capacitat de producció de 50.000 unitats anuals) es dedicaria a la fabricació de peces i a operacions d'injecció de plàstic i pintura. S'hi mantindria, però, la fabricació de les Cota de trial sota la marca Montesa (força manual i amb prou feines d'unes 1.100 unitats a l'any).
Tot i el rebuig inicial del comitè, la intenció d'Honda s'acabà materialitzant i el 2010 va deslocalitzar tota la producció, tret de la Cota, a Itàlia.

### 2013: Centre logístic
El 17 d'octubre de 2013, Honda inaugurà un nou centre logístic a Santa Perpètua de Mogoda destinat a l'emmagatzematge i distribució de peces de recanvi per a automòbils, motocicletes i productes de força com ara tallagespes. A l'acte hi assistiren el president d'Honda Europe, Koji Yamaguchi, el president de Montesa Honda, Yukitoshi Fujisaka i el conseller d'Empresa i Ocupació de la Generalitat, Felip Puig.
El centre es va començar a construir a l'octubre de 2012 i es va acabar al juny, amb una inversió de 12 milions d'euros. És el setè d'Europa, compta amb una plantilla de 39 empleats i ocupa 24.800 m² del total de 86.000 que comprenen les instal·lacions de Santa Perpètua, amb capacitat per a 48.000 referències de recanvis i per a 6.800 motocicletes. Des d'aquest centre se serveix a més de 600 concessionaris d'Espanya, Portugal i sud de França, amb previsions d'expandir-se al Marroc properament. També s'encarrega de la distribució de motocicletes per als mercats espanyol i portuguès. La gran majoria dels recanvis i productes que es distribueixen des de Santa Perpètua procedeixen de la seu logística d'Honda a Europa, situada a Bèlgica, i des de Catalunya s'envien als mercats de la seva regió geogràfica.

## Producció
Montesa Honda ha produït una bona quantitat de models diferents a Catalunya durant la seva història, des de motocicletes a ciclomotors i escúters. Pel que fa als models pròpiament Honda, potser alguns del més recordats són la MBX 75 de carretera (el primer model fabricat per la companyia a Esplugues de Llobregat) i la Scoopy, tot un fenomen de vendes. D'altra banda, amb marca Montesa s'ha seguit produint des del primer dia la cèlebre Cota, un històric model que data de 1968 i que, fabricat per Honda, ha arribat al nostres dies amb l'actual versió 4RT.

### Honda MBX

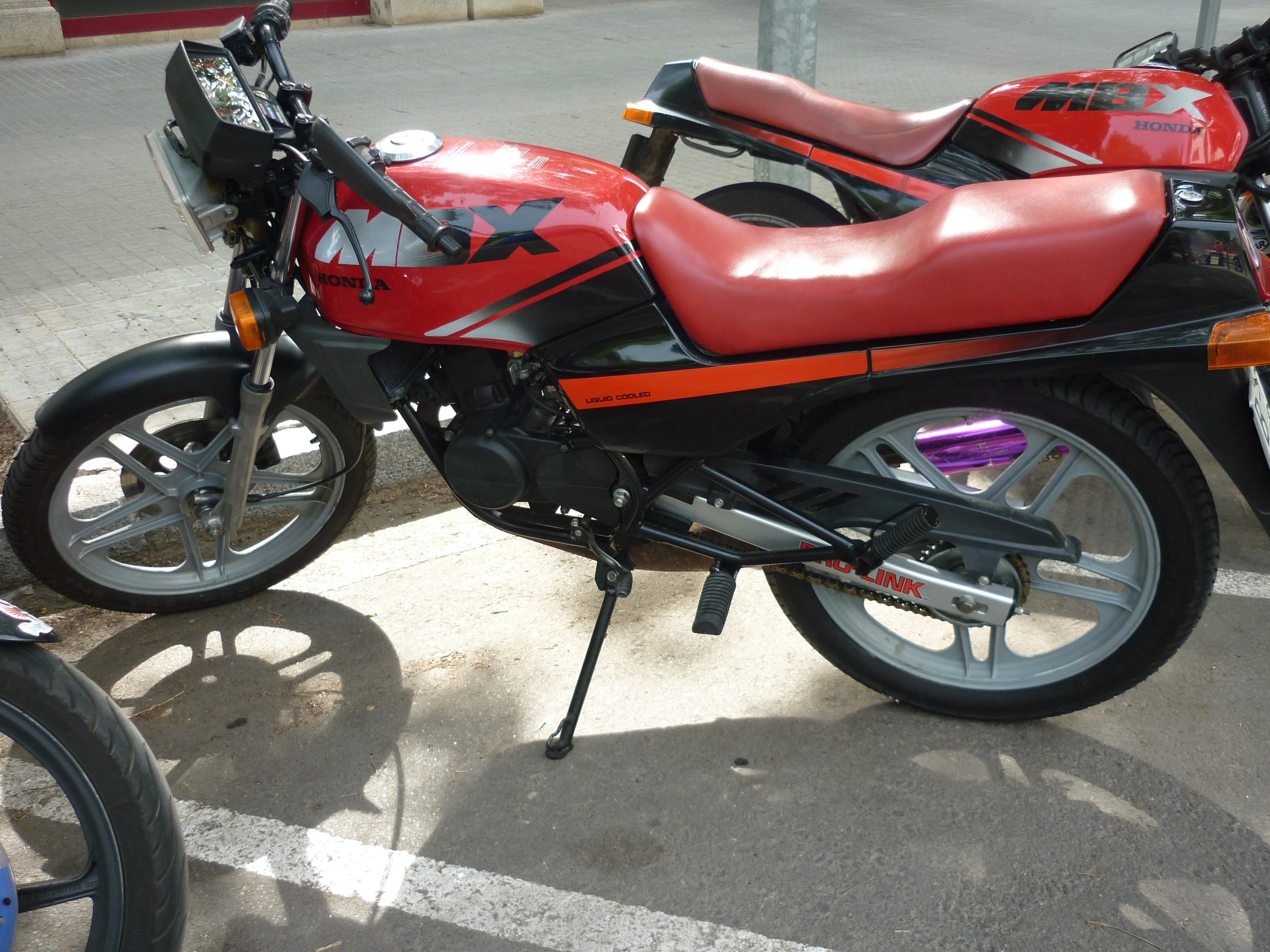
Una Honda MBX 75 de la segona sèrie (dels volts de 1984)

L'Honda MBX 75 fou el primer model fabricat a Catalunya de motocicleta japonesa de carretera destinat als més joves (es podia conduir a partir dels 16 anys amb el permís A1). El seu llançament fou la primera decisió presa pels japonesos un cop aconseguiren el control efectiu de Montesa el mes de setembre de 1983, i fou llançat amb una campanya publicitària impactant en què hi apareixia el jove campió del món de 500cc d'aquell any, Freddie Spencer. Comercialitzada amb el sobrenom de Hurricane (un nom que fou triat en un concurs organitzat entre els lectors de la revista espanyola Motociclismo), malgrat el seu elevat preu per a l'època de gairebé un quart de milió de pts (uns 1.500 euros) se'n varen vendre totes les unitats sortides de la fàbrica Montesa-Honda d'Esplugues. Val a dir que tot i muntar-se a Catalunya, cadascuna de les seves peces venia directament del Japó.
La MBX 75 suposà una revolució en el mercat espanyol del moment per la seva innovadora tecnologia, molt superior a allò que hi havia al mercat fins aleshores (comptava amb avenços tècnics com ara refrigeració líquida, fre de disc o suspensió Pro-Link). Els seus 12 CV li atorgaven una relació pes-potència de 160 CV/litre, amb la qual cosa esdevenia àgil i veloç a les carreteres més revirades, ajudada per una excel·lent suspensió. Molts joves, a més, les preparaven i equipaven amb tubs d'escapament Tavi per tal d'esprémer-ne les possibilitats.
L'èxit de la MBX la mantingué en producció fins que, al final de la dècada de 1980, fou substituïda per la nova NSR 75. Durant la seva vida comercial se'n varen produir tres sèries:
- 1a sèrie ("MBX Hurricane"): Es caracteritzava per muntar llandes de forats tipus "Comstar" (d'ençà de la segona sèrie, aquestes llandes es canviaren per unes Grimaldi al mercat espanyol).
- 2a sèrie ("MBX"): Destacava per dur aquestes tres lletres en mida gran al dipòsit.
- 3a sèrie ("MBX Rothmans"): Era una rèplica de les Honda 500 oficials patrocinades per la marca de tabac al mundial, en colors blau marí, blanc i vermell.

### Honda Scoopy
L'Honda SH, més coneguda com a Scoopy, fou introduïda al mercat estatal el 1984, quan a començaments de desembre Montesa Honda va presentar-hi la primera versió del model, la SH80. En una època en què els tradicionals escúters italians dominaven el sector, les característiques de la SH Scoopy revolucionaren el mercat del moment, gràcies a una sèrie d'innovacions inèdites: carrosseria de polipropilè, plataforma plana, greixatge automàtic, arrencada elèctrica, rodes de gran diàmetre, etc. De fet, la Scoopy era més que un escúter un nou concepte, una mena de simbiosi d'escúter i motocicleta metropolitana que incorporava els avantatges d'ambdós tipus de vehicle (destacant-ne especialment els avantatges dinàmics de la roda alta aplicada a un escúter). Mes aviat, un nou-vell concepte de moto popular, és a dir, nou a Europa (bàsicament Espanya i Italia) i "vell", o traslladat des dels països monzònics del sud-est asiàtic, a on ja regnava la Honda Cube, omnipresent a les concorregudes ciutats i paisatge.

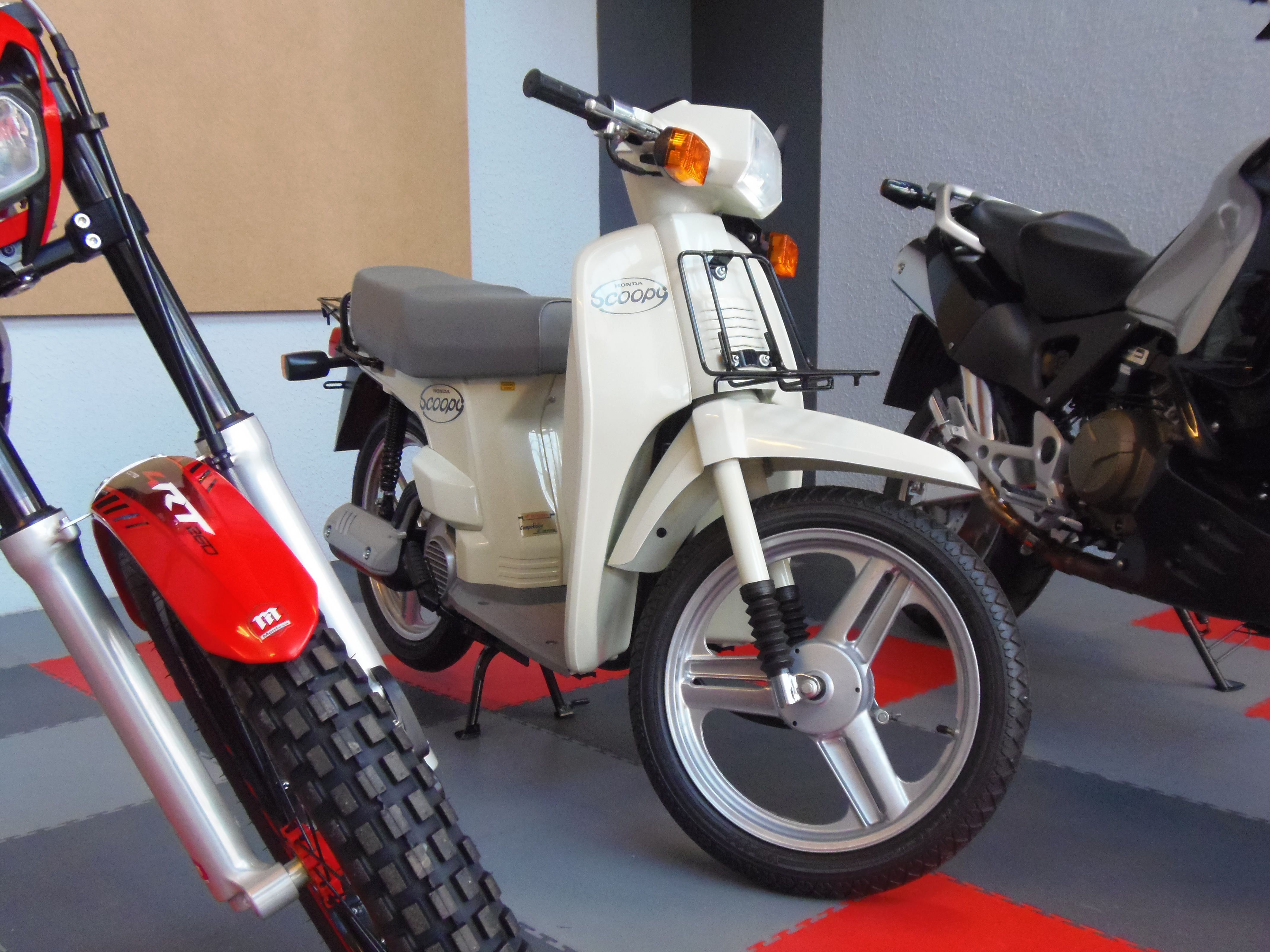
Una Honda Scoopy SH75 dels volts de 1987

La primera versió -la SH80- fabricada per Honda a la seva factoria d'Aalst (Flandes), disposava d'un silenciós motor de dos temps amb greixatge separat, arrencada elèctrica i transmissió automàtica amb variador i corretja estanca, refinaments avantguardistes al seu temps. Altres punts al seu favor eren la lleugeresa, comoditat, facilitat de conducció i l'aptitud per al transport d'objectes voluminosos gràcies a la seva plataforma plana. Els seus 6 CV de potència proporcionaven bones acceleracions, òptimes per al tràfic urbà, mentre els seus 80 km/h de velocitat màxima facilitaven sortides a l'extraradi.
El 1987, Honda Motor Co Ltd va assignar a la seva factoria catalana de Montesa Honda la producció de la Scoopy SH75 amb destinació a tots els països europeus. Era la continuïtat del model anterior en una nova versió de 75 cc per tal d'acomodar-se a la legislació espanyola del permís A1. L'ajustament de cilindrada no en va afectar les prestacions i la SH Scoopy «Made in Spain» va seguir adquirint fama i popularitat obrint nous mercats a l'estranger. La gran acceptació que va tenir entre el jovent la van situar líder absoluta en matriculacions i la gamma SH es va ampliar amb un nou model exclusiu, amb llandes d'aliatge i color negre, destinat a un públic de més edat. Aviat n'aparegué una versió per als més joves, la SH50, amb motor de 50 cc i seient individual (en compliment de les normatives europees per a ciclomotors), que s'exportà a bastament.
Des del moment del seu llançament fins a l'actualitat, la Scoopy ha anat evolucionat (se n'han produït sis generacions, amb diverses cilindrades entre els 80 i els 300 cc) i ha esdevingut un nou estil motociclista que ha gaudit de gran acceptació, amb més de 163.000 unitats matriculades a l'estat espanyol. Actualment és encara el model més matriculat de la història del motociclisme a l'estat i a Europa. A la fi de l'any 1996, quan el parc actiu de SH-Scoopy a l'estat espanyol ja era al llindar de les 30.000 unitats, Honda Europa va presentar-ne la segona generació, equipada amb nous motors de 50 i 100 cc. D'ençà d'aleshores, la SH passà a produir-se a la factoria Honda d'Atessa (Chieti), Itàlia.

### Montesa Cota

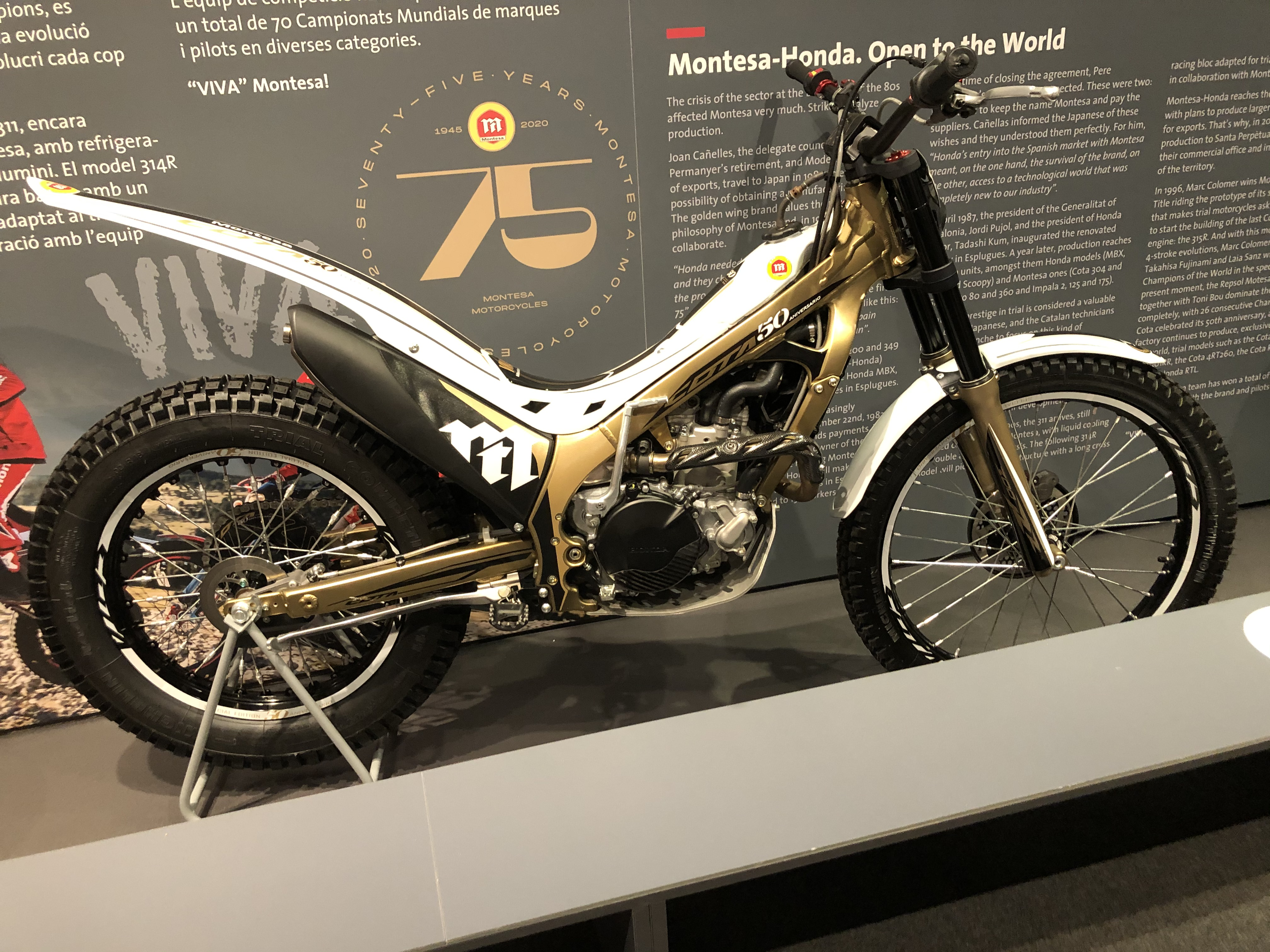
La Montesa Cota 4RT del 2019, edició "50 aniversari"

Des que Honda prengué el control de Montesa, ha seguit fabricant i desenvolupant el model més popular creat per la marca catalana, la Cota de trial. Si bé inicialment els japonesos es limitaven a evolucionar l'històric model creat el 1968, tot aplicant simplement els canvis que els tècnics catalans proposaven, a començaments de la dècada de 1990 aparegueren ja les primeres versions de Cota "japoneses". Amb la Cota 311 de 1992, Montesa-Honda aportà nombroses innovacions tècniques com ara la refrigeració líquida i bastidor de doble biga d'alumini. Aquesta fou la darrera Cota a muntar un motor únicament amb la marca Montesa, ja que a partir d'aleshores tots els motors de les futures Cota anaren signats per HRC (Honda Racing Corporation). Amb l'aparició de la Cota 315 el 1997, a més, comencen a fabricar-se'n versions especials per al mercat japonès sota la denominació Honda RTL (sense cap referència, doncs, a la marca "Montesa" ni al model "Cota"), costum que ha continuat amb la seva successora, la Cota 4RT.
El 2005 es presenta la darrera versió de la gamma Cota fins a l'actualitat, la nova Cota 4RT, la primera Cota equipada amb motor de quatre temps. Aquest motor, de quatre vàlvules i 249,1 cc amb refrigeració líquida, fou desenvolupat pels enginyers d'Honda a partir del de la CRF 250 de motocròs. És amb aquesta moto que Toni Bou i Laia Sanz han aconseguit els seus èxits internacionals amb l'equip Montesa-HRC-Repsol.